# Nachtprogramm (ARD-Hörfunk)
Als Gemeinschaftsnachtprogramme werden die von den Hörfunkprogrammen der ARD produzierten, nächtlichen und daher reichweiten-schwachen Sendestrecken bezeichnet, die von einer der beteiligten Landesrundfunkanstalt produziert und von mehreren anderen übernommen werden. In jüngerer Zeit wurden zusätzlich Gemeinschafts-Abendprogramme eingeführt.

## Entstehungsgeschichte
In der Frühzeit der Rundfunkgeschichte beendeten der Hörfunk und später auch die Fernsehprogramme der ARD täglich ihre journalistisch gestaltete Programmabfolge am späten Abend zwischen 23:00 Uhr und 24:00 Uhr, strahlten einen Hinweis auf den anstehenden Sendeschluss aus und schalteten die Sender entweder komplett ab, oder sie sendeten nur noch ein Testbild, bis am nächsten Morgen die Sendungen wieder aufgenommen wurden.
Zur Schließung dieser nächtlichen Übertragungspause begann man am 2. November 1947 beim NWDR mit der Ausstrahlung des ersten Nachtprogramms der ARD. Diese Idee wurde im August 1948 von Radio Frankfurt aufgegriffen und umgesetzt. Es handelte sich jedoch um regionale Programmformate mit kulturellem Inhalt, welche die Nacht nicht vollständig überbrückten.
Nächtliche Kultursendungen wie das Abendstudio des hr oder das Nachtstudio des SWF Baden-Baden waren ähnlich konzipiert.

1959 beendete die ARD bei den meisten Radiostationen ihre nächtliche Versorgungslücke und strahlte nahezu deutschlandweit das im wechselnden Turnus von einem Programm produzierte gemeinsame Nachtprogramm im Hörfunk aus. Erst seit dem 1. Juli 1959 entstand mit der „Musik bis zum frühen Morgen“ das erste reguläre Gemeinschaftsangebot im ARD-Mittelwellenbereich und schloss damit endgültig die nächtliche Programmlücke. Die ARD hatte damit auf das Nachtprogramm des in der DDR stationierten Deutschlandsenders reagiert, der die Funkstille der ARD-Radiostationen mit seinem sendestarken Mittelwellensender ausglich und Schichtarbeiter der BRD mit seinem propagandistischen Nachtprogramm erreichen wollte. Die Zeit schrieb 1954: 

„Das Funkprogramm ist ein Kaufhaus mit vielen Abteilungen. Die luxuriöseste Ware des Funks heißt ‚Nachtprogramm‘ oder ‚Nachtstudio‘. Diese anspruchsvollen Spätabend-Sendungen werden zwar, wie die Hörerforschung ergeben hat, nur von fünf bis zehn vom Hundert der Hörer gehört. Aber selbst das sind allein im Sendebereich des NWDR, grob gerechnet, 300.000 bis 600.000 Hörer.“

 Bis 1968 hatten die Landesrundfunkanstalten ihr Radioprogramm zu einem 24-Stunden-Programm ausgebaut.

## Derzeitiges Angebot

### Nachtprogramme
Aktuell (Stand: 31. Dezember 2020) gibt es fünf Gemeinschafts-Nachtprogramme. Alle Programme werden in der Regel live produziert.
Die ARD-Hitnacht, produziert im wöchentlichen Wechsel von den Landesprogrammen des MDR in Erfurt (MDR Thüringen – Das Radio), Dresden (MDR Sachsen) oder Magdeburg (MDR Sachsen-Anhalt), ist das erste Gemeinschaftsprogramm. Sie löste 2011 den ARD-Nachtexpress ab. Sie ist seit Anfang 2021 täglich von 23 bis 6 Uhr auf den meisten Servicewellen zu hören, zuvor war diese bereits ab 22 Uhr zu hören.
Das ARD-Nachtkonzert, produziert von BR-Klassik in München, ist das zweite und mit Erstausstrahlung im Jahr 1980 auch das älteste Nachtprogramm. Es wird zwischen 0 und 6 Uhr produziert und von den meisten Kulturwellen übernommen.
Die ARD-Popnacht, produziert von SWR3 in Baden-Baden, ist seit 1990 verfügbar. Sie folgte auf den 1985 gestarteten ARD-Nachtrock. Produziert wird sie täglich zwischen 0 und 5 Uhr und ist auf den meisten Popwellen zu hören.
Das vierte Nachtprogramm ist die ARD-Infonacht, die von NDR Info in Hamburg zwischen 22 und 6 Uhr für alle Infowellen produziert wird.
Das jüngste Nachtprogramm ist die 2018 gestartete junge Nacht der ARD, welche täglich zwischen 0 und 5 Uhr von 1LIVE in Köln produziert wird.

### Abendprogramme
Seit einer Reform im April 2024 gab es zunächst drei Gemeinschafts-Abendprogramme:
Der ARD-Infoabend wird im wöchentlichen Wechsel von BR24, NDR Info und des rbb24 Inforadios und ab Herbst 2024 auch von MDR Aktuell produziert. Es wird montags bis freitags außer an Feiertagen von 20:15 Uhr bis 22:00 Uhr angeboten.
Mitreden! Deutschland diskutiert ist ein Teil des ARD-Infoabends, wo die Fragen und Erfahrungen des Publikums den Schwerpunkt hat. Es wird auch in einem Video-Livestream ausgestrahlt.
Die ARD Oper wird einmal in der Woche von 20:03 Uhr bis 23:00 Uhr von den ARD-Klassik- und Kulturwellen gesendet.
Zum 2. Januar 2025 folgte Pop – Die Abendshow. Die von SWR3 produzierte Sendung wird von sechs ARD-Popwellen zu unterschiedlichen Zeiten zwischen 19:00 Uhr und 0:00 Uhr übernommen.
Am 2. Juni 2025 starteten zwischen 20:00 Uhr und 23:00 Uhr zwei weitere Angebote: Die vom MDR produzierte Sendung Der ARD Abend – Radio für alle sowie der vom SWR angebotene ARD Musikclub.

## Belege
1. ↑  Monika Boll, Nachtprogramm, 2004, S. 52
2. ↑  Der Spiegel 28/1959 vom 8. Juli 1959, Kleine Nachtmusik, S. 55
3. ↑  Joachim-Félix Leonhard, Medienwissenschaft Band 2, 2001, S. 1440
4. ↑  ARD-Reform: Gemeinsame Abend-Angebote der ARD-Landessender und Oldie-Formate. In: ard.de. 2. Juni 2025, abgerufen am 3. Juni 2025.